# Estadi Olímpic de Chamonix
L'Estadi Olímpic de Chamonix (en francès: Stade Olympique de Chamonix) és un estadi utilitzat per a proves eqüestres situat a la ciutat de Chamonix (Alta Savoia, França).
Amb una capacitat de més de 45.000 espectadors, el recinte va ser creat per acollir els Jocs Olímpics d'Hivern de 1924. Fou l'escenari de les cerimònies d'obertura i clausura, així com de proves de curling, hoquei sobre gel, patinatge artístic, patinatge de velocitat i de patrulla militar. En acabar els Jocs l'estadi es va obrir a la ciutadania per a la pràctica recreativa d'esports sobre gel i a l'entrenament de diferents clubs. Va ser la seu del Campionat d'Europa de patinatge artístic de 1926 i del Campionat del Món d'esquí nòrdic de 1937.
Durant la dècada de 1960 es deixà de mantenir la pista de gel i el 1970 l'estadi fou remodelat i rebatejat com a Centre Sportif Richard Bozon. Actualment compta amb dues pistes de patinatge de velocitat, piscina, pista de esquaix, rocòdrom, gimnasi, pista de gel i pista d'atletisme.